# Grisélidis
Grisélidis è un'opera (descritta come conte lyrique) in tre atti e un prologo di Jules Massenet su un libretto francese di Armand Silvestre ed Eugène Morand.

## Storia
Grisélidis è basata sull'opera teatrale degli stessi autori eseguita per la prima volta alla Comédie-Française il 15 maggio 1891, tratta dal racconto medievale di "Grissil la Paziente" (Griselda). La storia è ambientata nella Provenza del XIV secolo e riguarda la pastorella Grisélidis e i numerosi tentativi del Diavolo di attirarla nell'infedeltà. La lealtà di Grisélidis a suo marito, il Marchese, è tuttavia forte e il diavolo viene sconfitto.
Massenet iniziò la composizione nel 1894, completandola entro la fine di quell'anno, ma rivedendola nell'autunno 1898 prima di discutere una potenziale produzione con Albert Carré. Fu eseguita per la prima volta all'Opéra-Comique di Parigi il 20 novembre 1901, con Lucienne Bréval nel ruolo della protagonista. L'opera raggiunse i 50 spettacoli nei primi sei mesi all'Opéra-Comique, fu ritirata dal repertorio nel 1906 e in mezzo secolo era stata data lì 73 volte.
Secondo Rodney Milnes Grisélidis, a modo suo, è una delle opere di maggior successo di Massenet e non merita l'abbandono: l'azione si muove rapidamente, la strumentazione è economica e delicata e le melodie senza restrizioni, con un sapiente mix di commedia e sentimento e un ruolo gratificante dal punto di vista vocale per la protagonista.

## Storia delle esecuzioni
L'opera è stata messa in scena a Nizza, Algeri, Bruxelles e Milano nel 1902; a Marsiglia nel 1903 e nel 1950 e all'Opéra di Parigi nel 1922. Sebbene non faccia parte dell'attuale repertorio operistico, più di recente è stata visto al Wexford Festival Opera (1982), a Strasburgo e Liegi (1986) ed in concerto al Festival di Massenet a Saint-Étienne nel 1992.

## Ruoli
| Ruolo                                                      | Registro voce | Cast della prima, 20 novembre 1901 (Direttore: André Messager) |
| ---------------------------------------------------------- | ------------- | -------------------------------------------------------------- |
| Grisélidis                                                 | soprano       | Lucienne Bréval                                                |
| Marchese de Saluces                                        | baritono      | Hector Dufranne                                                |
| Il Diavolo                                                 | basso         | Lucien Fugère                                                  |
| Fiamina                                                    | soprano       | Jeanne-Louise Tiphaine                                         |
| Bertrade                                                   | soprano       | Jeanne Daffetye                                                |
| Loÿs                                                       | soprano       | petite Suzanne                                                 |
| Il Priore                                                  | basso         | Emile Jacquin                                                  |
| Gondebaud                                                  | baritono      | Gustave Huberdeau                                              |
| Alain                                                      | tenore        | Adolphe Maréchal                                               |
| Cavalieri, spiriti, voci della notte, servi, voci celesti. |               |                                                                |

## Trama

### Prologo
Di sera, nella foresta
Il pastore Alain canta del suo amore per Grisélidis. Il Marchese, a caccia, la vede, ne è sopraffatto e le propone il matrimonio, che lei accetta, con grande disperazione di Alain.

### Atto 1
Quattro anni dopo
Grisélidis ha un figlio e, mentre il Marchese parte per una Crociata, i suoi servitori promettono di confinare sua moglie, cosa che lui rifiuta, avendo completa fiducia in lei. Il diavolo ascolta tutto questo e, poiché è infelicemente sposato, gli spiega che lui e sua moglie provano piacere dall'ingannare i mariti. Il Marchese accetta la sfida e dà al Diavolo il suo anello come pegno, poi si congeda da sua moglie e suo figlio. Bertrade cerca di distrarre Grisélidis raccontandole la storia del ritorno di Ulisse.

### Atto 2
Sei mesi dopo, sulla terrazza di un castello, in autunno
Grisélidis sogna tristemente il marito assente, mentre le campane della chiesa suonano. Il diavolo e sua moglie si avvicinano a Grisélidis travestiti da mercante di schiavi e da una persiana Huri, mostrandole l'anello per dimostrare che il Marchese ha respinto Grisélidis. Per tentare Grisélidis, il Diavolo evoca un giardino magico e attira lì Alain. La comparsa di Loÿs fa decidere Grisélidis a non ritornare da Alain, ma la sua scomparsa la distrae e il Diavolo porta via il bambino.

### Atto 3
Mentre i servitori del castello cercano Loÿs, il Diavolo, ora travestito da vecchio ossequioso, dice a Grisélidis che un pirata sta trattenendo Loÿs e rilascerà il bambino in cambio di un bacio dalla Marchesa. Il Marchese, al suo ritorno, incontra il vecchio, che indica Grisélidis che corre verso la riva, ma vedendo l'anello al dito del Diavolo, si rende conto di essere vittima dell'inganno. Marito e moglie si ricongiungono, pregano e Loÿs viene restituito a loro, al canto di un coro celeste.

## Arie famose
- Atto 1 – Alain: "Je suis l'oiseau"
- Atto 3 – Grisélidis: "Loÿs! Loÿs!"